# Fédération colombienne de rugby à XV
La Fédération colombienne de rugby à XV est l'instance qui régit l'organisation du rugby à XV en Colombie.
Le rôle de cette fédération nationale est successivement rempli par deux organismes distincts : la ProFederación Colombiana de Rugby puis la Federación Colombiana de Rugby.

## Historique

### De 1998 à 2010
La ProFederación Colombiana de Rugby, premier organisme officiel représentant le rugby colombien, est fondée en 1998, afin d'encadrer les clubs actifs depuis 1995. Elle succède à une autre entité qui avait intégré en 1996 la Fédération internationale de rugby amateur, jusqu'en 1999, date à laquelle cette dernière réduit son périmètre d'action au continent européen.
La fédération devient ensuite membre de la Confederación Sudamericana de Rugby, organisme sud-américain du rugby. En avril 1999, elle intègre l'International Rugby Board, organisme international du rugby,,.
De 2004 à 2008, une commission de travail est mise en place afin de déboucher sur la création d'une nouvelle fédération. Le 9 avril 2008, un organisme de transition est créé à Medellín, représentant chacune des ligues régionales colombiennes.

### Depuis 2010
La Federación Colombiana de Rugby prend ensuite la relève ; elle est fondée le 4 septembre 2010,,. Elle est officiellement reconnue en avril 2010 par Coldeportes, l'instance gouvernementale chargée des sports.
Elle est également membre du Comité olympique colombien, à partir du 13 juin 2012 à titre provisoire, puis en tant que membre à part entière en 2013.
La fédération organise en 2018 l'édition inaugurale de l'Americas Rugby Challenge, compétition créée par les deux fédérations continentales américaines, Sudamérica Rugby et Rugby Americas North,. Elle est à nouveau choisie pour l'édition suivante.
Alors que la Súperliga Americana de Rugby, compétition professionnelle de clubs sud-américains, s'ouvre en 2020, la Fédération créé et y engage une franchise, les Cafeteros.
À partir du 31 octobre 2020, la Fédération colombienne de rugby devient la quatrième fédération sportive du pays pouvant encadrer des activités sportives de niveau professionnel, avec l'approbation du ministère des Sports.

## Identité visuelle
Le logo de la fédération est composé d'un toucan ; l'animal est choisi comme emblème afin de représenter la biodiversité colombienne ainsi que pour la « force du bec du toucan ».

Évolution du logo
Logo 2010 à 2018.
Logo de 2018 à 2022.
Logo instauré en 2022.

## Infrastructures
Le rugby colombien est organisé autour de ligues régionales, suivant le découpage administratif des départements colombiens. En 2018, douze ligues sont officiellement reconnues par la Fédération : La Guajira, Atlántico, Norte de Santander, Santander, Antioquia, Risaralda, Bogota, Valle del Cauca, Cesar, Bolívar, Córdoba, Caldas.

## Présidents
Parmi les personnes se succédant au poste de président de la fédération, on retrouve :
- depuis 2010 : Andrés Roberto Gómez[8]